# نتفليكس يقدم: الشخصيات (مسلسل)
نتفليكس يقدم: الشخصيات (بالإنجليزية: Netflix Presents: The Characters) مُسلسل مشاهد كوميدية أمريكي، عُرض على نتفليكس في 11 مارس، 2016. يضُم المُسلسل ثمان كوميديين كلٌ يكتب قصة حلقتهُ التي تستمر لثلاثون دقيقة. المُسلسل من بطولة لورين لابكس، كايت بيرلانت، فيل برغرز، باول دبليو. داونز، جون إيرلي، تيم روبينسون، ناتاشا روثويل و هنري زيبراوسكي.

## الحلقات
| تسلسل | عنوان الحلقة        | إخراج        | كتابة             | تاريخ العرض   |
| ----- | ------------------- | ------------ | ----------------- | ------------- |
| 1     | "لورين لابكس"       | أندرو غينورد | لورين لابكس       | 11 مارس، 2016 |
| 2     | "جون أيرلي"         | أندرو غينورد | جون أيرلي         | 11 مارس، 2016 |
| 3     | "هنري زيبراوسكي"    | أندرو غينورد | هنري زيبراوسكي    | 11 مارس، 2016 |
| 4     | "كايت بيرلانت"      | أندرو غينورد | كايت بيرلانت      | 11 مارس، 2016 |
| 5     | "ناتاشا روثويل"     | أندرو غينورد | ناتاشا روثويل     | 11 مارس، 2016 |
| 6     | "باول دبليو. داونز" | أندرو غينورد | باول دبليو. داونز | 11 مارس، 2016 |
| 7     | "تيم روبينسون"      | أندرو غينورد | تيم روبينسون      | 11 مارس، 2016 |
| 8     | "فيل برغرز"         | أندرو غينورد | فيل برغرز         | 11 مارس، 2016 |

## وصلات خارجية
- الموقع الرسمي
- نتفليكس تقدم: الشخصيات على موقع IMDb (الإنجليزية)
- نتفليكس تقدم: الشخصيات على موقع ميتاكريتيك (الإنجليزية)
- نتفليكس تقدم: الشخصيات على موقع روتن توميتوز (الإنجليزية)
- نتفليكس تقدم: الشخصيات على موقع نتفليكس (الإنجليزية)
- نتفليكس تقدم: الشخصيات على موقع كينوبويسك (الروسية)
- نتفليكس تقدم: الشخصيات على موقع قاعدة بيانات الفيلم (الإنجليزية)